# آنا كولر
آنا كولر (بالألمانية: Anna Köhler)‏ هي متزلجة جماعية ألمانية، ولدت في 5 أغسطس 1993 في ليندنفلز في ألمانيا.

## وصلات خارجية
- آنا كولر على موقع IBSF (الإنجليزية)
- آنا كولر على موقع اللجنة الأولمبية الدولية (الإنجليزية)
- آنا كولر على موقع أوليمبيديا (الإنجليزية)
- آنا كولر على موقع اللجنة الأولمبية الألمانية (الألمانية)